# (5804) Bambinidipraga
(5804) Bambinidipraga – planetoida z grupy pasa głównego asteroid okrążająca Słońce w ciągu 3 lat i 284 dni w średniej odległości 2,42 j.a. Została odkryta 9 września 1985 roku. Przed nadaniem nazwy planetoida nosiła oznaczenie tymczasowe (5804) 1985 RL1.